# 備中鉄道部
備中鉄道部（びっちゅうてつどうぶ）は、岡山県新見市にあった西日本旅客鉄道（JR西日本）の鉄道部の一つである。

## 概要
ローカル線の活性化と効率的な鉄道運営ができるように1991年4月1日から鉄道部制度を導入し、岡山県西部のローカル線を当鉄道部が運営するように改められた。
- 吉備線：全線（岡山駅構内を除く）
- 伯備線：倉敷駅（構内を除く） - 新郷駅間
- 芸備線：備中神代駅 - 備後落合駅間

新見駅構内にあり、岡山支社が管轄していたが、のちに廃止された。

## 所属車両
所属車両はないものの、新見駅構内に新見運輸センターとして車両基地が設けられていた。

## 乗務範囲
- 車掌
  - 伯備線：倉敷駅 - 新郷駅間
  - 山陽本線：岡山駅 - 倉敷駅間

- 運転士
  - 姫新線：津山駅 - 新見駅間
  - 山陽本線：岡山駅 - 倉敷駅間
  - 伯備線：倉敷駅 - 新郷駅間
  - 芸備線：備中神代駅 - 備後落合駅間

## 歴史
- 1991年（平成3年）4月1日：鉄道部制度に伴い、第2次鉄道部として発足[1][3]。
- 2008年（平成20年）6月1日：鉄道部制見直しに伴い、備中鉄道部が廃止され、岡山支社の直轄になる。乗務員区所としての機能は支社直轄の新見列車区が引き継いだ。